# Полдень (картина Антиповой)
«Полдень» — картина известной ленинградской художницы Евгении Петровны Антиповой (1917—2009), на которой изображен уголок сада на даче в Бернгардовке под Петербургом, ставшей главной творческой мастерской Е. Антиповой в 1980—2000 годы.

## История
Написанная в 1982 году, картина стала одной из вершин творчества Е. Антиповой. Главная особеннось её живописного дарования, заключающаяся, по меткому замечанию Л. В. Мочалова, в «утончённой культуре созерцания», проявилась в картине «Полдень» в полную силу. И смысл его в том, что оно обращено не только «вовне», но и «вовнутрь», в глубину авторского и зрительского «я». 
В картине «Полдень» внешний мотив становится вестником внутреннего состояния души. Сокровенный пафос «Полдня» и ряда последующих работ (Солнечный день, 1982, Уголок сада, 1986, Пейзаж с белой калиткой, 1996), развивающих эту линию её творчества, в возвращении человека к своим первоистокам[нужна атрибуция мнения].
Созданный в картине образ, по мнению Л. Мочалова, можно рассматривать в качестве модели мира, который воспринимается художницей как бесценный дар, подобно самому нашему существованию, неотрывному от этого мира. И даже как «модель рая», поскольку искусство становится самовыражением художника, и рай — притом непридуманный — оказывается в нас самих. В нашей душе. В способности смотреть на окружающее ничем не замутнённым, детски-чистым взглядом.
Работая долгие годы рядом с мужем, талантливым художником Виктором Тетериным, Е. Антипова сумела не только сохранить индивидуальное своеобразие творчества, но и воплотить в нём своё оригинальное видение красоты мира.
Впервые картина «Полдень» была показана в 1988 году на совместной с В. Тетериным выставке в залах Ленинградского Союза художников. В 1989 году работа экспонировалась в Ленинграде на выставке 26 ленинградских и московских художников. В 1999 году работа экспонировалась в Петербурге на совместной выставке произведений Е. Антиповой и В. Тетерина в Центральном выставочном зале «Манеж». Картина была описана и репродуцирована в каталоге выставки.